# حوليات
الحَوْليَّات  أو التأريخ الحولي هي مؤلفات تاريخية تسجل الوقائع والأحداث بترتيب زمني دقيق حسب السنوات. أو إيراد الأحداث والوقائع التاريخية مرتبة بحسب السنين، وهو منهج ابتكره على الأرجح مؤرخو الإسلام، وأقدم من صنف فيه الهيثم بن عدي (ت 207 هـ)، ومحمد بن عمر الواقدي (ت207 هـ).
وعادة ما يبدأ المؤرخ أحداث كل سنة بعبارة: (ثم دخلت سنة كذا)، إلا أنه يعاب على هذا النهج تمزيق الأحداث وانقطاع سياقها. لأن المؤرخ قد يضطر عند نهاية كل سنة أن يتوقف عن سرد الأحداث المتتالية ليذكر من مات في تلك السنة من الأعيان، ومن ولد فيها، وإيراد بعض تراجمهم وسيرهم، ثم يستأنف الأحداث بدخول السنة التي تليها، وقد ينصرف إلى إيراد حدث آخر منفصل عما سبقه.
يعرف أحمد عالي ولد أحمد أبته الحوليات بأنها تخضع لتعاقب السنين المفردة، حيث تجمع مختلف الحوادث في كل سنة، وتربط في ما بينها بعبارة «وفيها» أي: وفي السنة نفسها، فـإذا انتهت حوادث السنة الواحدة، انتقل المؤرخ إلى حوادث السنة التالية عن طريق استخدام عبارة «ثم دخلت سنة كذا» أو «جاء في سنة كذا».
يعتبر د. الطيب بوعزة أنه من المميزات المنهجية لمدرسة الحوليات هو اهتمامها الخاص بدراسة الظواهر الاجتماعية والإنسانية في مسار زمني طويل. لاعتقادها أن معنى الأحداث التاريخية الرئيسة لا يمكن أن تفهم في لحظتها الآنية، بل لا بد من التعمق في ماضيها، وفق مقطع زمني طويل يدرس بعناية وعمق.
تطورت الحوليات نحو بحث التاريخ من زاوية حضارية، بالتركيز على التمثلات الثقافية والاجتماعية. كان لهذه المدرسة حظوة خلال القرن العشرين، ويدافع عنها روادها بانتقاد المدرسة الوضعية التي أخذوا عليها اقتصار اهتمامها على الوثائق المكتوبة وإهمالها للآثار والوثائق غير المكتوبة وتركيزها على الحدث السياسي والعسكري، وإغفالها للأبعاد المجتمعية الأخرى وخصوصا البعد الاقتصادي والثقافي.

## أشهر كتب الحوليات
- تاريخ خليفة بن خياط
- تاريخ الأمم والملوك للطبري
- البداية والنهاية لابن كثير
- تاريخ الإسلام ووفيات المشاهير والأعلام للذهبي
- تجارب الأمم لمسكويه

## أنظر أيضًا
- الحوليات (كتاب)
- فرنان بروديل
- كتاب سنوي